# Zosterop de coroneta daurada
El zosterop de coroneta daurada (Sterrhoptilus dennistouni) és un ocell de la família dels zosteròpids (Zosteropidae).

## Hàbitat i distribució
Habita boscos i clars de les terres baixes del nord de Luzon, a les Filipines.